# Commonwealth Bank Tennis Classic 1999
Il Commonwealth Bank Tennis Classic 1999 è stato un torneo di tennis giocato sul cemento. È stata la 5ª edizione del Commonwealth Bank Tennis Classic, che fa parte della categoria Tier III nell'ambito del WTA Tour 1999. Si è giocato a Kuala Lumpur in Malaysia, dall'8 al 14 novembre 1999.

## Campionesse

### Singolare
Åsa Svensson ha battuto in finale  Erika de Lone con il punteggio di 6–2, 6–4

### Doppio
Jelena Kostanić /  Tina Pisnik hanno battuto in finale  Rika Hiraki /  Yuka Yoshida con il punteggio di 3–6, 6–2, 6–4